# ホーコン5世 (ノルウェー王)

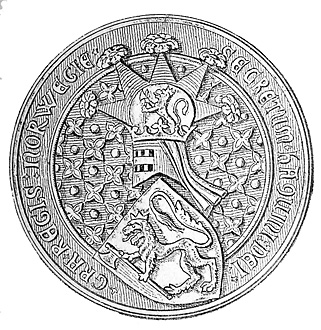
ホーコン5世のシール

ホーコン5世マグヌソン（古ノルド語：Hákon Magnússon, ノルウェー語：Håkon V Magnusson, 1270年4月10日 - 1319年5月8日）は、ノルウェーの国王（在位：1299年 - 1319年）。マグヌス6世（改法王）とインゲボー・ア・ダンマークの子で、エイリーク2世の弟。

## 生涯
母インゲボーを通して、ホーコンはデンマーク王エーリク4世の孫にあたる。1273年、兄エイリーク2世は父マグヌス6世の小王となった。それと同時にホーコンは「ノルウェー公」の地位を与えられ、1280年に父が死去した後は東部のオスロ周辺および南西部のスタヴァンゲル周辺を兄の下で統治した。1299年、兄のエイリーク2世が男児無くして死去したため、ノルウェーの相続法に基づいて王位を継承することとなった。
1295年、ホーコンはジョワニー伯ジャン1世の娘イザベルと結婚したが、子供の生まれないままイザベルは1297年に死去した。1299年にリューゲン公ヴィツラフ2世の娘ユーフェミアと再婚し、1301年に娘インゲビョルグが生まれた。
兄エイリーク2世と較べて強権的で、兄が関係改善を尽力していたハンザ同盟と通商・利益などの権利をめぐって争い、逆に反撃を受けて劣勢に立たされ、王権を弱体化させた。しかもこれを一因としてスウェーデンやデンマークから内政干渉を受けるようになったため、首都をベルゲンからオスロに遷さざるを得なくなった。その後は地方統制に尽力している。また、ホーコンはアーケシュフース要塞およびブーヒュース要塞の建設も行った。
兄同様、男児に恵まれずして1319年に49歳で死去。死後、王位は外孫で娘インゲビョルグの子マグヌス・エイリークソンが継いだ。ホーコンはオスロの聖マリア教会に埋葬された。後にホーコンとユーフェミアと思われる2人の遺体がその教会の遺跡の発掘中に発見され、アーケシュフース城の王廟に再埋葬された。

## 子女
リューゲン公ヴィツラフ2世の娘ユーフェミアとの間に1女をもうけた。
- インゲビョルグ（1301年 - 1361年） - セーデルマンランド公エリク（スウェーデン王マグヌス3世王子）と結婚、後のスウェーデン王マグヌス4世をもうけた。ハッランド公クヌート・ポルセと再婚。